# Hans H. F. Henning

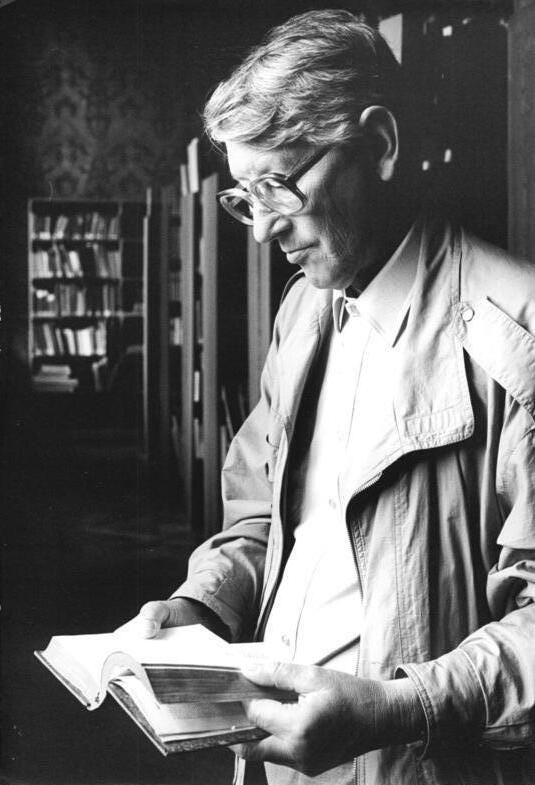
Hans Henning (1989)

Hans H. F. Henning, bekannt als Hans Henning (* 16. Dezember 1927 in Altenburg; † 27. April 2015), war ein deutscher Germanist und Literaturhistoriker. Von 1969 bis 1990 war er Direktor der Zentralbibliothek der Deutschen Klassik in Weimar.

## Werdegang
Henning studierte in Jena von 1946 bis 1949, Examen 1949 als Diplom-Bibliothekar, anschließend Bibliotheksdienst in Jena, Erfurt und Weimar. 1964 Promotion mit „Die wichtigsten Faust-Dichtungen in der 1. Hälfte des 19. Jahrhunderts und ihr Verhältnis zu Goethe“. Vorträge im In- und Ausland. Er war Visiting Professor in den USA (University of Illinois) und China (Peking-Universität). Hennings zentrales Arbeitsgebiet war die Faust-Forschung. Seine Arbeiten zur historischen Faustfigur, zu literarischen Faust-Gestaltungen und insbesondere zu Goethes Faust setzten „in den fünfziger Jahren“ des 20. Jahrhunderts ein. Als eines seiner Hauptwerke gilt die dreiteilige „Faust-Bibliographie“ (1966–1976).
Henning war Oberbibliotheksrat, von 1955 bis 1968 Leiter der Institutsbibliothek der Nationalen Forschungs- und Gedenkstätten der klassischen deutschen Literatur Weimar sowie 1969 bis 1990 Direktor der Zentralbibliothek der Deutschen Klassik in Weimar und zugleich ab 1987 Professor für Germanistik an der Universität Jena. Henning war Vizepräsident der Deutschen Shakespeare-Gesellschaft sowie Vorsitzender der Deutschen Schiller-Stiftung Weimar.

## Ehrungen
1969 wurde Henning im Rahmen des „Leitungskollektivs der Nationalen Forschungs- und Gedenkstätten der klassischen deutschen Literatur Weimar“ mit dem Nationalpreis der DDR II. Klasse für Kunst und Literatur ausgezeichnet.

## Publikationen (in Auswahl)
- Gerhard Stumme: Meine Faust-Sammlung. Bearb. von Hans Henning. Weimar 1957.
- Faust-Bibliographie. 3 Bde. Berlin 1966–1976.
- Faust-Variationen. Beiträge zur Editionsgeschichte vom 16. bis zum 20. Jahrhundert. Berlin, Boston 1993.